# Karin Liebhart
Karin Liebhart (* 1963 in St. Pölten, Niederösterreich) ist eine österreichische Politologin. Sie ist Privatdozentin am Institut für Politikwissenschaft der Universität Wien.

## Leben
Liebhart besuchte von 1973 bis 1981 die AHS in St. Pölten (Niederösterreich). Danach studierte sie Politikwissenschaft und Ethnologie an der Universität Wien (Mag. phil. 1987) und absolvierte den Universitätslehrgang Werbung und Verkauf an der Wirtschaftsuniversität Wien. 1989 war sie zum Auslandsstudium an der Universität Rostock in der damaligen DDR. Von 1988 bis 1990 studierte sie postgradual an der Abteilung für Politikwissenschaft des Instituts für Höhere Studien in Wien. 1998 wurde sie an der Universität Wien mit der politikwissenschaftlichen Dissertation Zur Funktion von Mythen für politische Gemeinschaftskonstruktionen zur Dr. phil. promoviert. 2007 habilitierte sie sich für Politikwissenschaften an der Universität Innsbruck (Thema: Nationale und europäische Gedächtnispolitiken nach 1989) und wurde Privatdozentin an der Universität Wien.
Als Lektorin ist sie bzw. war sie an den Instituten für Politikwissenschaft der Universitäten Wien (seit 1991), Innsbruck (1995/96) und Salzburg (1996) tätig. Von 1990 bis 2000 war sie wissenschaftliche Mitarbeiterin am Institut für interdisziplinäre Forschung und Beratung WKW in Wien, von 1997 bis 1998 am Wiener Forschungszentrum "Discourse, Politics and Identity", von 1996 bis 2003 an der Abteilung für Sozialwissenschaften des Österreichischen Ost- und Südosteuropainstituts (OSI) in Wien und von 2003 bis 2006 am Institut für Politikwissenschaft der Universität Wien. 2006 wurde sie Visiting Fellow am Jean-Monnet-Lehrstuhl / Institute of European Studies and International Relations der Comenius-Universität Bratislava. 2007 war sie Visiting Fellow an der WSHE Łódź und 2008 an der Universität Montenegro. 2008 war sie auch Gastprofessorin für Vergleichende Politische Kulturforschung mit besonderer Berücksichtigung der Transformationsstaaten am Institut für Politikwissenschaft der Universität Wien und 2009/10 am Institute of Government and Politics der Universität Tartu. 2012 wurde sie Visiting Professor an der Central European University in Budapest. Zuletzt bekleidete sie den Austrian Marshall Plan Anniversary Chair an der University of New Orleans.
Liebhart ist Mitglied (seit 1990 Sekretärin) der Gesellschaft für politische Aufklärung (GfpA) in Wien. Seit 2009 ist sie im wissenschaftlichen Beirat der Österreich-Ausstellung des Staatlichen Museums Auschwitz-Birkenau. 2009 wurde sie Präsidentin der Central European Political Science Association (CEPSA), zuvor war sie im Austrian Representative Executive Committee, und Präsidentin der Österreichischen Gesellschaft für Politikwissenschaft (ÖGPW). Dort ist sie seit 1994 Mitglied in der Sektion AGORA/Demokratieforschung. Seit 2002 gehört sie zu den Redakteuren von wahlkabine.at. 2002 war sie Teilnehmerin der Arbeitsgruppe Gedächtnisorte der Kommission für Kulturwissenschaften und Theatergeschichte der Österreichischen Akademie der Wissenschaften (ÖAW). 2003 und 2007 war sie Evaluatorin für die Europäische Kommission (6. und 7. Rahmenprogramm). Überdies ist sie u. a. Gutachterin der Österreichischen Zeitschrift für Politikwissenschaft (ÖZP).

## Auszeichnungen
- 2015: Wissenschaftspreis der Margaretha Lupac Stiftung (für Demokratisierungs- und Transformationsforschung)

## Schriften (Auswahl)
- mit Susanne Breuss, Andreas Pribersky: Inszenierungen. Stichwörter zu Österreich. Mit einem Vorwort von Anton Pelinka, 2. durchgesehene Auflage, Sonderzahl, Wien 1995, ISBN 3-85449-071-2.
- mit Sándor Kurtán, Andreas Pribersky: Ungarn (= Beck'sche Reihe. 880). Beck, München 1999, ISBN 3-406-39880-4.
- mit Elisabeth Menasse, Heinz Steinert (Hrsg.): Fremdbilder – Feindbilder – Zerrbilder. Zur Wahrnehmung und diskursiven Konstruktion des Fremden (= Publikationsreihe des Bundesministeriums für Bildung, Wissenschaft und Kultur zum Forschungsschwerpunkt Fremdenfeindlichkeit. Bd. 5). Drava, Klagenfurt 2002, ISBN 3-85435-371-5.
- mit Helmut Kramer, Friedrich Stadler (Hrsg.): Österreichische Nation – Kultur – Exil und Widerstand. In memoriam Felix Kreissler (= Emigration, Exil, Kontinuität. Bd. 6). Lit, Wien u. a. 2006, ISBN 3-7000-0558-X.
- mit Petra Bernhardt, Leila Hadj-Abdou, Andreas Pribersky: Europäische Bildpolitiken. Politische Bildanalyse an Beispielen der EU-Politik (= UTB. 8379). Facultas.wuv (UTB), Wien 2009, ISBN 978-3-8252-8379-7.
- mit Ruth Wodak, Rudolf de Cillia, Martin Reisigl: The discursive construction of national identity. 2. Auflage, Edinburgh University Press, Edinburgh 2009, ISBN 978-0-7486-3726-3.
- mit Olga Gyarfasova (Hrsg.): Constructing and communicating Europe (= Cultural patterns of politics. Vol. 2). Lit, Wien u. a. 2014, ISBN 978-3-643-90515-4.